# شهرستان شیپینگ
شهرستان شیپینگ (به لاتین: Shiping County) یک شهرستان‌های جمهوری خلق چین در چین است که در ولایت خودمختار هونگهه هانی و یی واقع شده‌است. شهرستان شیپینگ ۳٬۰۹۰ کیلومتر مربع مساحت و ۲۹۰٬۰۰۰ نفر جمعیت دارد.